# Casey Patterson
Casey Patterson (20 de abril de 1980) é um jogador de vôlei de praia estadunidense.

## Carreira
Casey Patterson representou, ao lado de Jake Gibb, seu país nos Jogos Olímpicos de Verão. Nos Jogos Olímpicos de Verão de 2016, terminando na fase de grupos.